# Saïda a enlevé Manneken-Pis
Saïda a enlevé Manneken-Pis ("Saïda heeft Manneken Pis ontvoerd") is een Belgische kortfilm uit 1913 van de Franse cineast Alfred Machin.

## Verhaal
Het luipaard Saïda ontsnapt uit een kermisattractie en maakt zich meester van Manneken Pis. De politie zet de achtervolging in maar Saïda is een wild beest.

## Rolverdeling
| Acteur               | Personage | Nota                |
| -------------------- | --------- | ------------------- |
| Luipaard             | Mimir     |                     |
| Fernand Gravey       |           | als Fernand Mertens |
| Nicolas d'Ambreville |           |                     |
| Balthus              |           |                     |
| Arthur Devère        |           |                     |
| Willy Maury          |           |                     |

## Achtergrond
Machin had een grote filmstudio in het Kasteel Karreveld, waar hij voor Pathé producties maakte. Zijn filmpje over Manneken Pis was een knipoog naar de Brusselaars, wier geliefde beeldje al meermaals was ontvoerd.